# Beeldenroute van de Universiteit van New South Wales

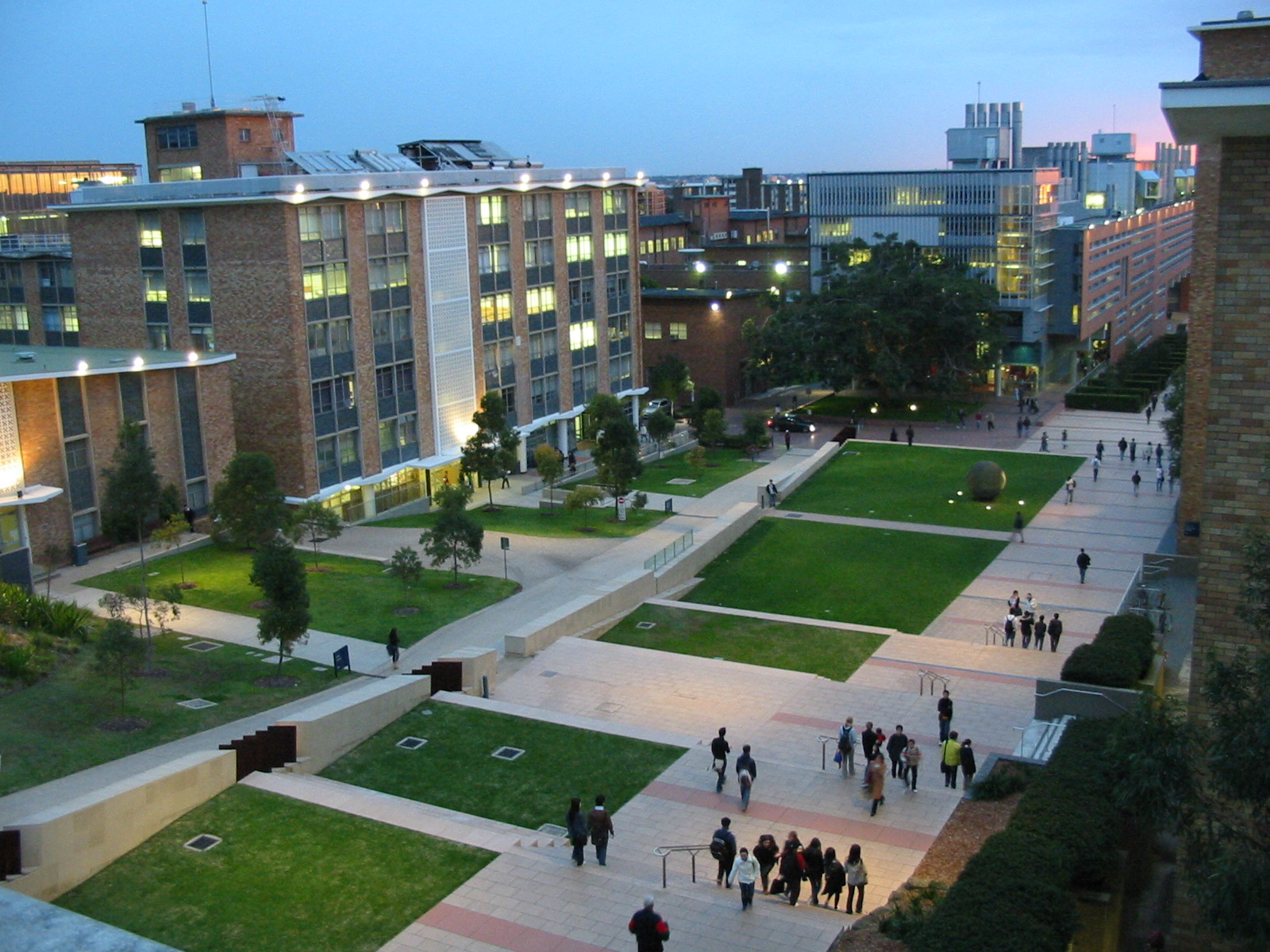
Universiteit van New South Wales met centraal de sculptuur "Globe" (2002)

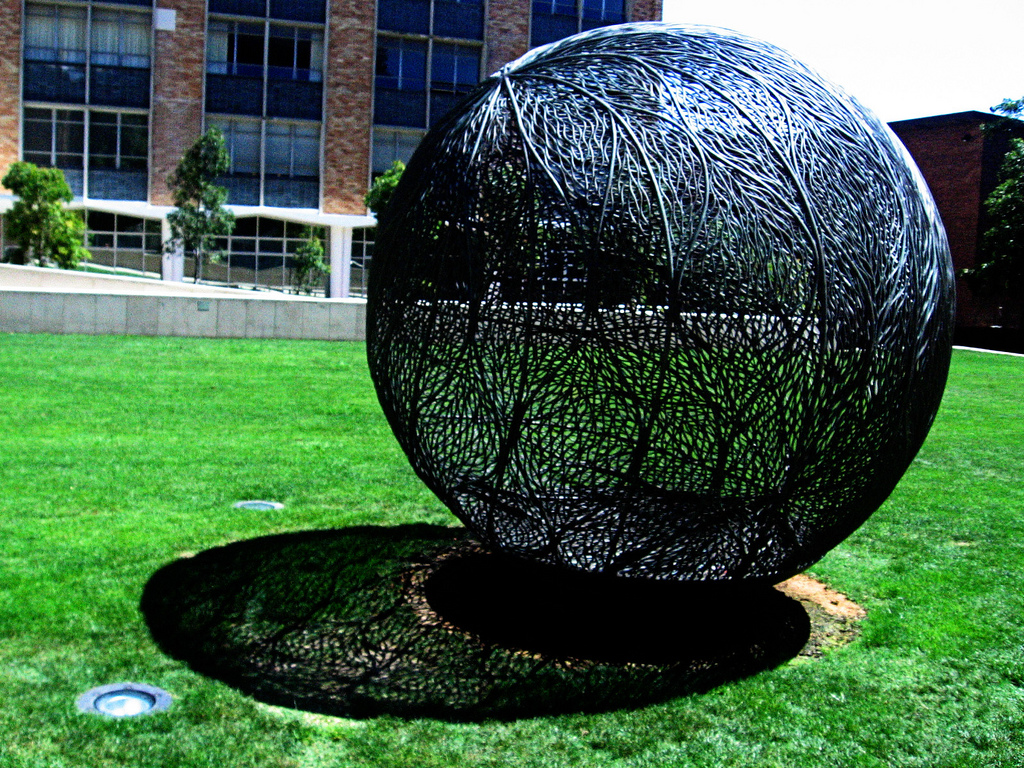
"Globe" (2002) van Bronwyn Oliver

De beeldenroute van de Universiteit van New South Wales is een beeldenroute die de sculpturen toont van de UNSW Art Collection op de Kensington-campus in de Australische stad Sydney, de hoofdstad van de staat New South Wales.
De beeldenroute werd in 1999 gesticht als onderdeel van viering van de vijftigste verjaardag van de Universiteit van New South Wales en telt 15 werken van Australische beeldhouwers.

## De Collectie
1. The bath (1990) van James Rogers, AGSM Lawn
2. North Down (1982) van Ron Robertson-Swann, The Michael Birt Gardens
3. Parousia (1992) van Jock Clutterbuck, The Michael Birt Gardens
4. Torso Turning (1993) van Patricia Lawrence, The Michael Birt Gardens
5. Aspects from time (1981) van Augustine Dall'Ava, The Vice Chancellor's Garden
6. Joseph Bourke, first Bursar (1966) van Tom Bass, Morven Brown Courtyard
7. Untitled six figure group (1965) van Bert Flugelman, Goldstein Courtyard
8. Globe (2002) van Bronwyn Oliver, International Square
9. Fountain figure (1959) van Tom Bass, The Chancellor's Court
10. The falconer (1955) van Tom Bass, Main Building
11. Screen (2002) van Andrew Rogers, Physics Lawn
12. Untitled (1958) - glasmozaïek van Douglas Annand, Dalton Building - Café
13. Seeing the wood for the trees (2007) van Kate Cullity, The Sir Anthony Mason garden
14. Waterfall (1977) van Ann Ferguson, Anzac Parade Gate
15. The bridge (1981) van Geoffrey Ireland, Pool Lawn